# Tracy-sur-Loire
Tracy-sur-Loire è un comune francese di 994 abitanti situato nel dipartimento della Nièvre nella regione della Borgogna-Franca Contea.

## Società

### Evoluzione demografica
Abitanti censiti